# USS Woolsey (DD-77)
USS Woolsey (DD-77) là một tàu khu trục thuộc lớp Wickes của Hải quân Hoa Kỳ được chế tạo vào cuối Chiến tranh Thế giới thứ nhất. Nó được đặt tên theo Melancthon Taylor Woolsey, và đã bị mất do một tai nạn va chạm với một tàu buôn vào năm 1921.
Chiếc tàu chiến đầu tiên của Hải quân Mỹ mang cái tên USS Woolsey được đặt lườn vào ngày 1 tháng 11 năm 1917 tại xưởng tàu của hãng Bath Iron Works ở Bath, Maine. Nó được hạ thủy vào ngày 17 tháng 9 năm 1918, được đỡ đầu bởi Bà Elise Campau Wells, và được đưa ra hoạt động vào ngày 30 tháng 9 năm 1918 dưới quyền chỉ huy của Hạm trưởng, Thiếu tá Hải quân Frederick V. McNair, Jr..
Sau khi chạy thử máy ngoài khơi Bath và trang bị bổ sung tại Xưởng hải quân Boston cùng Trạm Ngư lôi Newport, Woolsey hướng đến New York gặp gỡ thiết giáp hạm Virginia trước khi lên đường đi sang Châu Âu. Ngày 13 tháng 10, nó cùng Virginia rời cảng New York hộ tống cho đoàn tàu vận tải HX-52. Sau một chặng đi tương đối bình yên, đoàn tàu vận tải được bàn giao cho một lực lượng hộ tống Anh vào ngày 22 tháng 10. Woolsey sau đó hướng đến Buncrana ở phần cực Bắc của Ireland, đến nơi vào ngày 23 tháng 10. Hai ngày sau, nó rời Buncrana đi ngang biển Ireland trong hành trình hướng đến Ponta Delgada thuộc quần đảo Azore. Sau khi được tiếp nhiên liệu tại Ponta Delgada vào ngày 30 tháng 10, chiếc tàu khu trục tiếp tục hành trình quay trở về nhà, về đến New York vào ngày 5 tháng 11. Sau khoảng một tháng ở lại New York, lúc mà xung đột kết thúc do việc Đình chiến với Đức vào ngày 11 tháng 11, Woolsey rời New York đi sang châu Âu gia nhập lực lượng Hải quân Mỹ được phân công các nhiệm vụ sau chiến tranh tại đây. Nó đi đến Brest, Pháp vào ngày 20 tháng 12 và trình diện để hoạt động cùng Tư lệnh Lực lượng Hải quân tại châu Âu.
Trong bảy tháng tiếp theo, nó thực hiện nhiều nhiệm vụ của lực lượng viễn chinh Hoa Kỳ tại châu Âu, chủ yếu là các chuyến đi lại giữa Brest và các cảng miền Nam Anh Quốc, hầu hết là Plymouth và Southampton, vận chuyển nhân sự và thư tín. Ngày 11 tháng 3 năm 1919, nó là một trong số bốn tàu khu trục Mỹ hộ tống chiếc George Washington đi đến Brest với Tổng thống Woodrow Wilson trên tàu. Sau bốn tháng tiếp tục thực hiện các chuyến đi vượt eo biển Anh Quốc giữa Anh và Pháp, Woolsey lần thứ hai được vinh dự phân công là một trong những tàu hộ tống cho George Washington trong chặng quay về Hoa Kỳ của Tổng thống Wilson sau khi tham dự Hội nghị Hòa bình Versailles. Nó rời Brest cuối tháng 6 năm 1919 cùng với George Washington và về đến Hampton Roads vào ngày 8 tháng 7.
Mười ngày sau, Woolsey lại ra khơi cho một nhiệm sở mới: Hạm đội Thái Bình Dương. Nó đi đến Panama vào ngày 24 tháng 7, vượt qua kênh đào rồi tham gia các cuộc cơ động hạm đội tại khu vực quần đảo Hawaii. Sau khi hoàn tất đợt tập trận, nó quay trở về căn cứ chính tại lục địa Hoa Kỳ ở San Diego. Ngày 31 tháng 5 năm 1920, chiếc tàu khu trục được đại tu tại Xưởng hải quân Mare Island, công việc kéo dài cho đến ngày 20 tháng 10. Sau đó, trong thời gian còn lại của quãng đời phục vụ ngắn ngũi, Woolsey hoạt động cùng với Hạm đội Thái Bình Dương dọc theo bờ Tây của Bắc Mỹ. Trong khi hoạt động ngoài khơi bờ biển Panama gần đảo Coiba vào sáng sớm ngày 26 tháng 2 năm 1921, Woolsey bị cắt làm đôi do va chạm với chiếc tàu buôn SS Steel Inventor, và bị chìm. Những người sống sót được con tàu chị em Aaron Ward cứu vớt.